# جاسم سلطان
جاسم سلطان (1953م-) هو خبير استراتيجي لمؤسسات حكومية وخاصة، عكف على دراسة قضية النهضة قرابة عشرين عاماً، ثم أطلق مشروع إعداد القادة، الذي يهتم بإعادة ترتيب العقل كي يفهم الواقع، ويحسن اتخاذ القرارات. من مؤلفاته صاحب سلسلة «أدوات القادة» (والتي صدر منها إلى الآن سبعة كتب للمؤلف): · كتاب من الصحوة إلى اليقظة · قوانين النهضة · فلسفة التاريخ · الذاكرة التاريخية ·التفكير الاستراتيجي ·قواعد الممارسة السياسية .خطوتك الأولى نحو فهم الاقتصاد.

## مؤلفاته
- التفكير الإستراتيجي الخروج من المأزق الراهن مشروع النهضة سلسلة أدوات القادة[2]
- من الصحوة إلى اليقظة إستراتيجية الإدراك للحراك مشروع النهضة سلسلة أدوات القادة [3]
- كتاب قوانين النهضة القواعد الإستراتيجية في الصراع والتدافع الحضاري مشروع النهضة سلسلة أدوات القادة[4]
- فلسفة التاريخ الفكر الإستراتيجي في فهم التاريخ مشروع النهضة سلسلة أدوات القادة[5]
- قواعد في الممارسة السياسية مشروع النهضة سلسلة أدوات القادة[6]
- التراث وإشكالياته الكبرى نحو وعي جديد بأزمتنا الحضارية[7]
- لحظة الإقلاع وتساؤلات المرحلة مشروع النهضة سلسلة أدوات القادة[8]
- قوانين النهضة القواعد الإستراتيجية في الصراع والتدافع الحضاري[9]
- أزمة التنظيمات الإسلامية الإخوان[10]
- أنا والقرآن محاولة فهم[11]
- أنا والقرآن (سورة آل عمران)[12]